# سو نوراکسی
سو نوراکسی یک سایت باستانی نوراگه در بارومینی، ساردینیا، ایتالیا است. سو نوراکسی در زبان ساردو کامپیدانی به معنای «نوراگه» است که نوع جنوبی زبان ساردنیایی است.
سو نوراکسی شامل یک سکونتگاه از قرن هفدهم قبل از میلاد نوراگه، یک سنگر از چهار برج گوشه‌ای به اضافه یک برج مرکزی و دهکده‌ای است که از قرن سیزدهم تا ششم قبل از میلاد مورد سکونت بوده و در اطراف نوراگه توسعه یافته‌است. آنها توسط محققان چشمگیرترین بیان تمدن نوراژیک در نظر گرفته می‌شوند و در سال ۱۹۹۷ با نام سو نوراکسی دی بارومینی در فهرست سایت‌های میراث جهانی یونسکو قرار گرفتند.

## دهکده

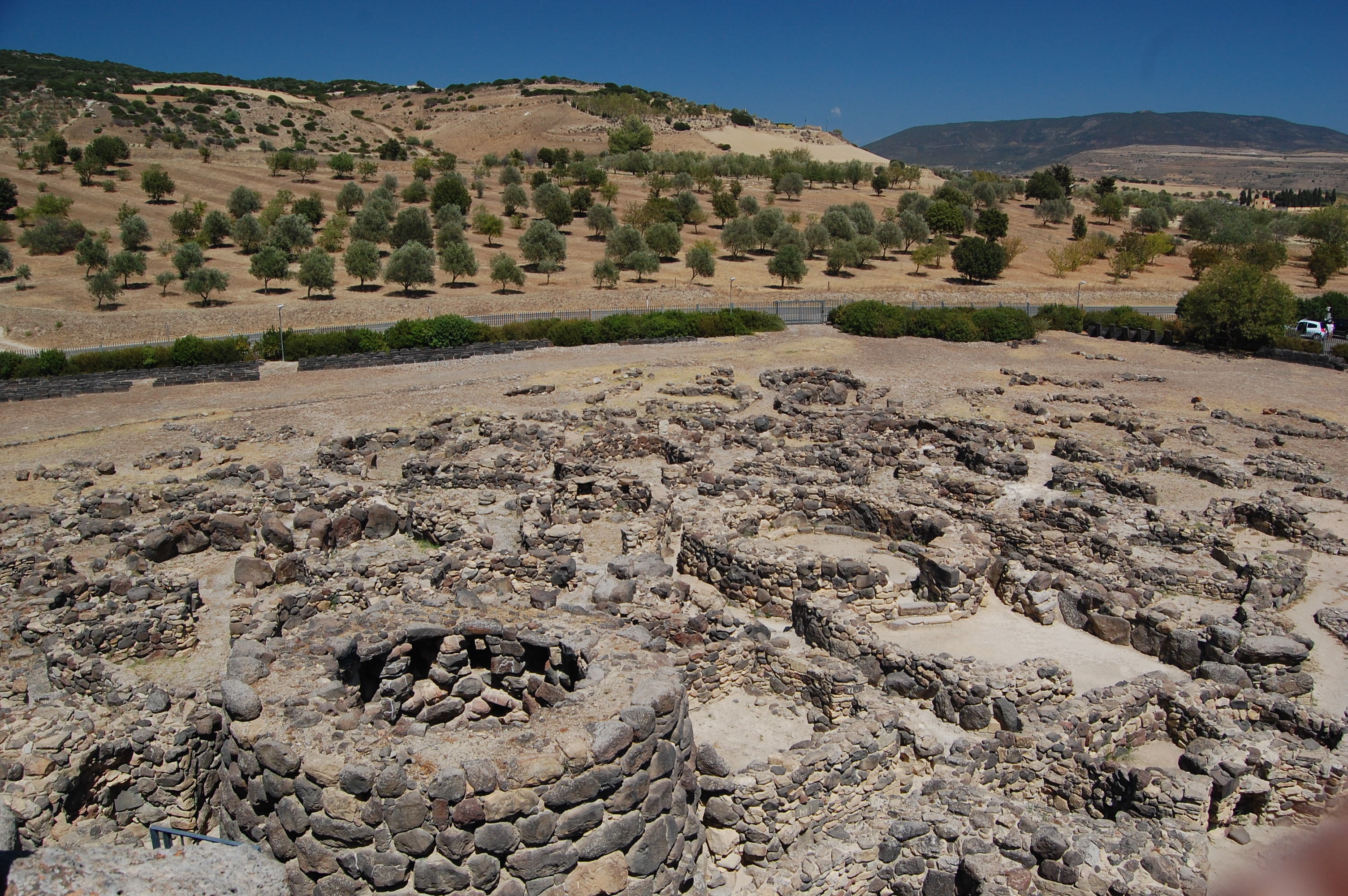
ساختمان‌های اطراف سو ناراژی در ساردینیا - ایتالیا

در اواخر عصر مفرغ روستایی در اطراف نوراقه ساخته شد که برای جمعیت اطراف در نظر گرفته شده بود. مراحل متعدد زندگی در روستا، ایجاد تعداد کلبه‌ها در یک فاز را غیرممکن می‌کند، تعداد کلبه‌ها از چهل تا دویست متغیر بود، به طوری که جمعیت آن بین ۱۰۰ تا ۱۰۰۰ نفر بود و شهرک بر روی آن ساخته شد.

## کتابشناسی - فهرست کتب
- - Sardegna Cultura -- Barumini, Complesso di Su Nuraxi
- Giovanni Lilliu and Raimondo Zucca, Su Nuraxi di Barumini. Sassari, Carlo Delfino, 2001.